# Дистлер, Хуго

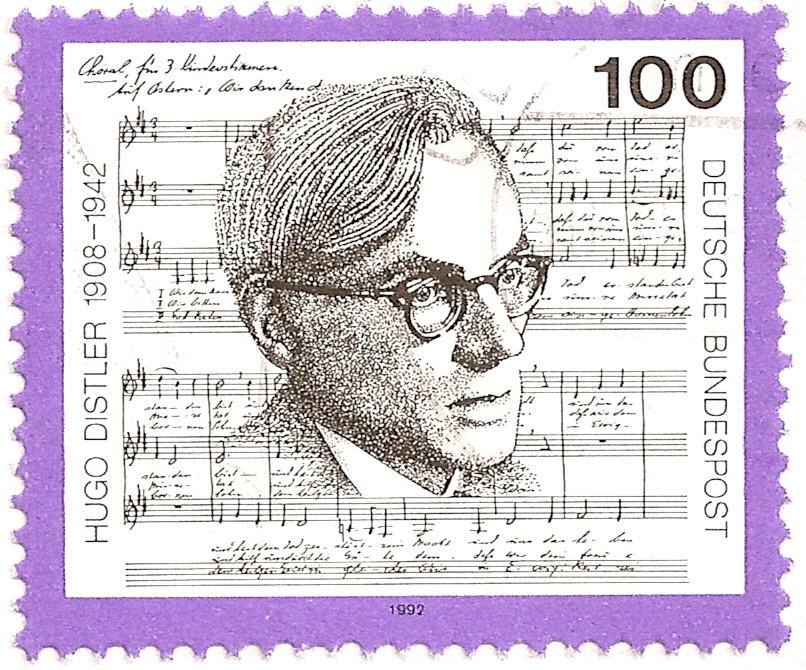
Марка ФРГ, посвящённая Хуго Дистлеру, выпущенная в 1992 году

Ху́го Ди́стлер (нем. Hugo Distler; 24 июня 1908, Нюрнберг — 1 ноября 1942, Берлин) — немецкий композитор, виднейший представитель евангелической хоровой и органной музыки XX столетия.

## Биография
Внебрачный сын швеи, Хуго Дистлер после отъезда матери в США (в связи с замужеством) был передан на воспитание дедушке и бабушке. В детстве обучался игре на фортепиано, но обучение было прервано из-за финансовых проблем.
По окончании средней школы в 1927 году Дистлер поступил в Лейпцигскую консерваторию, которую окончил в 1931 году; учился у К. А. Мартинссена по классу фортепиано и у Г. Грабнера — композиции. Там же, в Лейпциге, в Институте церковной музыки, Дистлер овладел игрой на органе под руководством Гюнтера Рамина, органиста церкви Св. Фомы (Thomaskirche).
С 1931 года Дистлер служил органистом и регентом в церкви Св. Иакова в Любеке; одновременно он возглавил Любекский камерный оркестр. В 1932 году Дистлер создал два мелодически и ритмически оригинальных хоровых произведения — «Немецкую хоровую мессу» и «Маленькую музыку на адвент».
Евангелическая церковная музыка оказалась в немилости у национал-социалистов: в 1933 году Дистлеру вместе с другими церковными композиторами в специальном заявлении пришлось отстаивать своё право не ориентироваться на классику и романтику, как того требовали идеологи НСДАП. На протяжении 30-х годов признанию творчества Дистлера постоянно сопутствовали и нападки со стороны национал-социалистов: его «Песня о колоколе» была названа «негроидной музыкой», а за сочинённый в 1936 году Концерт для клавесина он был обвинён в «культур-большевизме».
С 1937 года Дистлер преподавал игру на органе и композицию в Штутгартской высшей школе музыки, где также руководил хором. В 1939 году на фестивале хоровой музыки в Граце «ошеломляющий» успех имели его сочинения «Новый хоровой песенник» (1938) и «Мёриковский хоровой песенник» (1939, на стихи Э. Мёрике). С 1940 года Дистлер преподавал контрапункт в Берлинской высшей школе музыки; среди учеников — Серджиу Челибидаке. В 1942 году композитор был назначен директором Берлинского государственного и Кафедрального хоров.

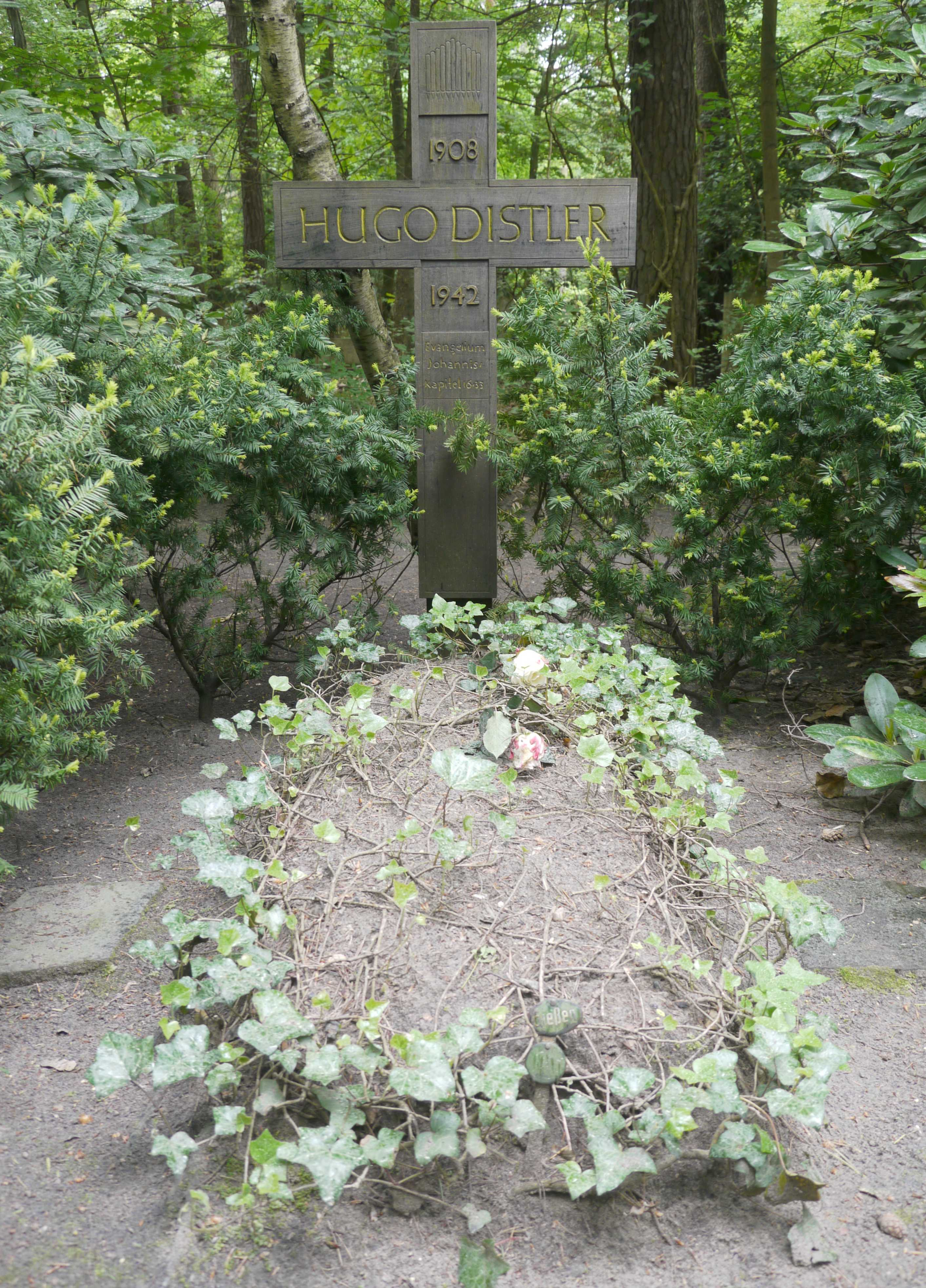
Могила Хуго Дистлера на Юго-западном кладбище Штансдорфа

В 1942 году Дистлер закончил работу на девятью мотетами «Духовной хоровой музыки»; наибольшую известность получил второй мотет — «Пляска смерти»; в двух последних мотетах Дистлер стремился открыть для церковной музыки новые тональные горизонты. В том же 1942 году его музыка была причислена нацистским режимом к вырожденческому искусству («entartete Kunst»); в октябре Дистлер получил призывную повестку на 3 ноября. Не дожидаясь назначенной даты, 1 ноября 1942 года композитор покончил с собой, отравившись газом.

## Частная жизнь
В 1933 году Хуго Дистлер женился на Вальтрод Типхаус, которой годом раньше были посвящены «Немецкая хоровая месса» и «Маленькая музыка на адвент»; в браке имел троих детей.

## Творчество
Хуго Дистлер известен прежде всего как создатель евангелической духовной музыки. Автор многочисленных хоровых, органных и камерно-инструментальных сочинений.
В своем творчестве Дистлер исходил из стилистических особенностей старинной музыки, главным образом барокко; вместе с тем его сочинения представляли собою новаторское переосмысление протестантской традиции. Наиболее значительные его сочинения — «Рождественская история» (Weihnachtsgeschichte) и «Хоральные страсти» (Choralpassion nach den 4 Evangelien der Heiligen Schrift) — возвращение к давно забытому композиторами жанру страстей.
Неприятие нацистской идеологии отразилось и в творчестве Дистлера. Так, в написанной им в 1935 году популярной «Рождественской истории» (Weihnachtsgeschichte) хор многократно повторяет: «Zu Bethlehem im jüdischen Lande» (К Вифлеему в земле иудейской), — Дистлер таким образом напоминал слушателям, что Иисус был иудеем.